# Cemento Parker

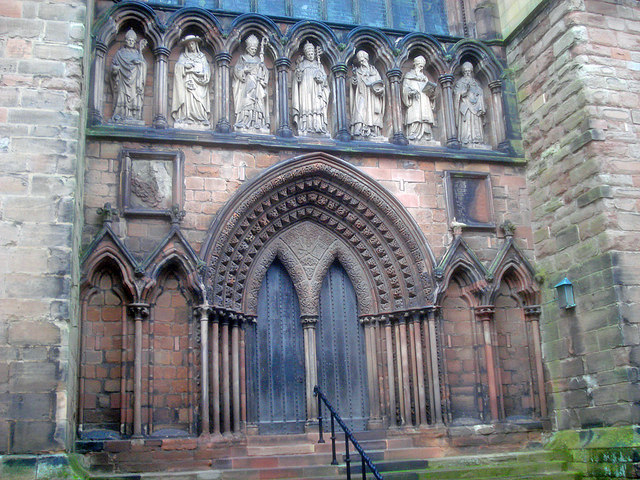
Nella parte superiore della porta posteriore della cattedrale di Lichfield vi sono poste sette figure scolpite in cemento Parker.

Il cemento Parker rappresenta uno dei primi apprezzabili cementi idraulici. La principale caratteristica di questo materiale è quella di fare presa rapidamente.

## Storia
Fu prodotto per la prima volta dall'ecclesiastico inglese James Parker, nel 1796, cuocendo (calcinazione) a bassa temperatura nei suoi forni da calce le concrezioni marnose contenute nelle argille del Tamigi.
La caratteristica di queste marne è quella di presentare una naturale mescolanza di carbonati di calcio e argille (20- 25% con fonti di silice, allumine e ossidi di ferro) vicina a quella del moderno cemento Portland. Egli chiamò la sua mistura cemento romano poiché ricordava, per il colore brunastro, gli antichi cementi fatti di calce e pozzolana utilizzati nell'antica Roma.
La produzione di questo cemento, in forma empirica, avvenne in Inghilterra.
Questo cemento ebbe una notevole diffusione in tutta Europa nel XIX secolo, fino all'affermazione dello stile architettonico dell'Art Nouveau, perché preferito agli altri leganti idraulici (calci idrauliche e cementi magnesiaci).